# دانا ديلاني
دانا ديلاني (بالإنجليزية: Dana Delany)‏ ممثلة أمريكية من مواليد 13 مارس 1956، حاصلة على جائزة الإيمي مرتين عامى 1989 و1992 لأفضل ممثلة رئيسية في مسلسل درامي عن دورها في مسلسل شاطئ الصين.

## روابط خارجية
- دانا ديلاني على موقع IMDb (الإنجليزية)
- دانا ديلاني على موقع روتن توميتوز (الإنجليزية)
- دانا ديلاني على موقع ألو سيني (الفرنسية)
- دانا ديلاني على موقع ميوزك برينز (الإنجليزية)
- دانا ديلاني على موقع أول موفي (الإنجليزية)
- دانا ديلاني على موقع قاعدة بيانات برودواي على الإنترنت (الإنجليزية)
- دانا ديلاني على موقع قاعدة بيانات الأفلام السويدية (السويدية)
- دانا ديلاني على موقع إن إن دي بي (الإنجليزية)
- دانا ديلاني على موقع ديسكوغز (الإنجليزية)
- دانا ديلاني على موقع قاعدة بيانات الفيلم (الإنجليزية)